# Etylina

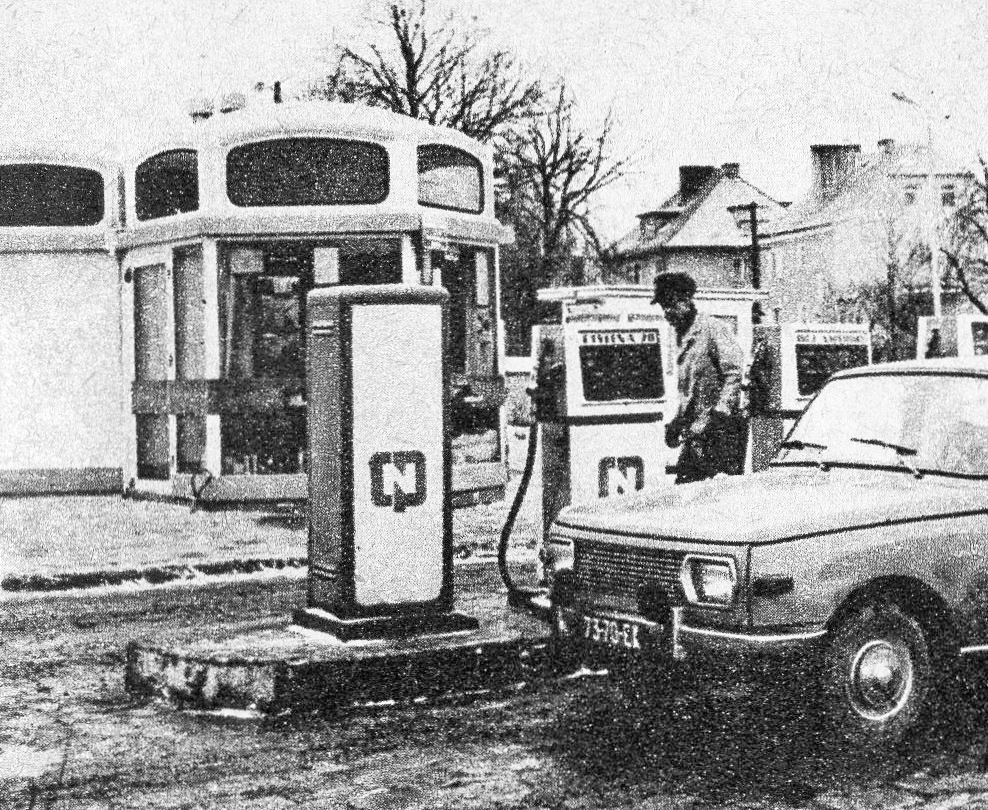
Stacja paliw w Człuchowie w 1972 r., widoczny dystrybutor etyliny 78

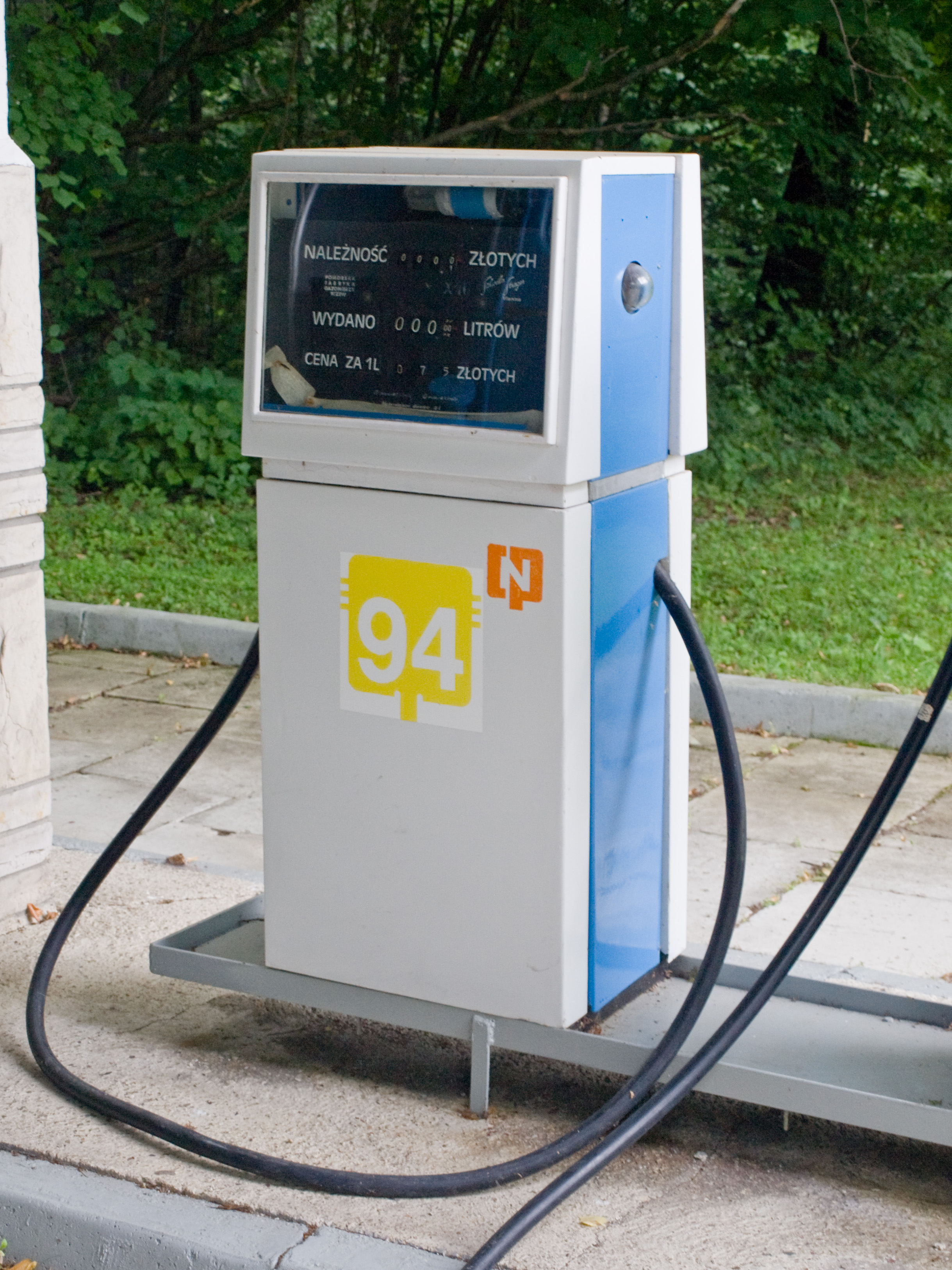
Dystrybutor „żółtej” etyliny 94. Muzeum Przemysłu Naftowego

Etylina – nazwa handlowa benzyny silnikowej, sprzedawanej przez Centralę Produktów Naftowych, w której jako środek przeciwstukowy stosowany był tetraetyloołów, PbEt4. Z czasem zaniechano używania etyliny w pojazdach lądowych i w maszynach, na rzecz benzyny bezołowiowej, czyli takiej, w której liczbę oktanową podnoszą związki niezawierające ołowiu, np. eter tert-butylowo-metylowy (ang. MTBE).

## Charakterystyka
Etylina ma wyższą liczbę oktanową niż taka sama benzyna bez PbEt4. Powoduje to, że w silniku o zapłonie iskrowym można zastosować większy stopień sprężania, przez co rośnie sprawność termodynamiczna (maleje jednostkowe zużycie paliwa) i rośnie moc silnika. Jednakże zawarty w niej związek chemiczny ołowiu jest silnie trujący i podczas spalania etyliny w silniku wydzielające się związki chemiczne ołowiu działają degradująco na otoczenie w pobliżu dróg.

## Historia
Benzynę z dodatkiem PbEt4 wprowadzono w Polsce jako paliwo samochodowe kilka lat po II wojnie światowej – dla odróżnienia od benzyn bez tego dodatku nazwano ją etyliną. Etyliny były oznaczane liczbami oznaczającymi liczbę oktanową paliwa. Ponadto każde paliwo sprzedawane w CPN było różnie barwione.
Początkowo było to paliwo o liczbie oktanowej 70, w drugiej połowie lat 50 XX w. pojawiła się etylina 80 i taki stan utrzymał się do 1965 r.. Etylina szybko wyparła dawną benzynę (stosowaną do dawnych silników o niskim stopniu sprężania) bez PbEt4.
W grudniu 1965 r., w związku z rozwojem motoryzacji, zadecydowano o wprowadzeniu paliwa ciekłego o większej liczbie oktanowej 87 – nazwano je etyliną 87, w lipcu 1966 r. zastąpioną etyliną 94, którą zaczęto barwić na żółto (nie stosowano tego barwnika w przypadku benzyn lotniczych). Niższa etylina otrzymała numer 78, które na wzór benzyny lotniczej zaczęto barwić na niebiesko (wtedy nie była jeszcze stosowana benzyna lotnicza 100LL barwiona także na niebiesko). Olej napędowy ówcześnie był barwiony na brązowo.
Barwom paliwa odpowiadały barwy dystrybutorów paliwa. W języku potocznym często stosowano nazwy benzyn związane z kolorami.
W 1986 r. wprowadzono zmiany wśród paliw dystrybuowanych w Polsce:
- Etylina 78 została stopniowo (począwszy od stacji paliw w dużych miastach i przy uczęszczanych trasach) zastąpiona etyliną 86 (liczba oktanowa 86) barwioną na zielono (w tym czasie benzyna lotnicza Avgas 100 barwiona na zielono została zastąpiona benzyną Avgas 100LL barwioną na niebiesko). Produkcję i sprzedaż etyliny 78 zakończono w grudniu 1987 r.[5].
- Wprowadzono na niektórych stacjach paliw (stacje paliw w dużych miastach i przy uczęszczanych trasach) etylinę 98 (liczba oktanowa 98) barwioną na purpurowo (w tym czasie benzyna lotnicza Avgas 115/145 barwiona na ten sam kolor od dawna nie była w Polsce dostępna; czasami barwę etyliny 98 niewłaściwie określano jako czerwoną, podczas gdy w rzeczywistości na czerwono była barwiona benzyna lotnicza Avgas 80/87).

Ponadto w przypadku etyliny 94 zmieniono liczbę oktanową na 95, ale nazwa etylina 95 nie przyjęła się i zwyczajowo nadal nazywano ją etylina 94.
Kiedy wprowadzano etylinę 86 (zieloną) i etylinę 98 (purpurową) rozpoczęto malowanie dystrybutorów na odpowiednie kolory, ale często z powodu gospodarki niedoboru i problemów ze zdobyciem odpowiednich farb bardzo długo możliwa była sytuacja, że to pierwsze paliwo było dostępne w dystrybutorze pomalowanym na niebiesko (zamiast na zielono), a to drugie w pomalowanym na żółto (zamiast na purpurowo).
Gdy wprowadzono do sprzedaży benzynę bezołowiową w latach 90 XX wieku, rozpoczęto wycofywanie etylin ze sprzedaży. Produkcja i sprzedaż etyliny 86 została zakończona między wrześniem a grudniem 1994 r., etyliny 98 na początku 1999 roku, a etyliny 94 w grudniu 2000 roku. Etylina 98 została zastąpiona benzyną bezołowiową 98, a etylina 94 (w przypadku starszych silników) specjalną benzyną bezołowiową uniwersalną o liczbie oktanowej 95 (U95), wzbogaconą o związki potasu, której sprzedaż rozpoczęto w kwietniu 1996 na terenie Warszawy, w kwietniu 1998 na terenie Poznania, a w styczniu 1999 na terenie całej Polski. 1 stycznia 2005 r. benzyna U95 została wycofana ze sprzedaży. Do zabytkowych pojazdów użytkownicy stosują benzynę bezołowiową 95, dodając specjalne dodatki.